# Marie Wulf
Marie Wulf, född 1685, död 1738, var en dansk församlingsledare (pietist).
Dotter till skoleholder och slotsdegn Hans Mortensen och Marine Hansdatter, gift senast 1714 med tømrermester Mathias Wulf (1690-1728). Hon flyttade till Köpenhamn som hushållare åt brodern Conrad, som var skrivare vid hovet. Syskonen var båda anhängare av pietismen, som kommit till Danmark från gränsen till Tyskland där de växt upp, och som vid denna tid förföljdes i Danmark. Under pesten 1711 översatte hon “af Kjærlighed til Gud og mine danske Venner” Christian Scrivers Seelen-Schatz från tyskan: "Gyldene Bøn-Klenodie eller Udtog af alle Bønner og Sukke, som i hans Seelen-Schatz her og der findes. Overs. af MM." Hennes make blev ruinerad då greve Christian Ditlev Reventlow inte ville betala räkningen. Då Köpenhamn brann 1728, tog hon emot många hemlösa i sitt hus, och började sedan hålla predikningar för dem. Hon lyckades vinna rättsprocessen mot Reventlow 1729-31. Hon var mormor till Johannes Ewald.
Hon höll predikningar på värdshuset Den gyldne Oxe, som allmänt blev kallad Den hellige Oxe, medan hennes svärson Enevold Ewald predikade i Vajsenhuskirken. År 1731 mötte hon Herrnhutarnas grundare, N.L. von Zinzendorf, blev herrnhut och utsågs till ledare för kvinnoavdelningen av församlingen. 1732 förbjöds privata bibelmöten, men hon fortsatte då att predika utan bibel. 1733 bildade kungen på begäran av kyrkan en kommission för att undersöka klagomålen mot pietisterna, särskilt Wulf och Ewald. Hon frikändes, men värdshuset sade upp avtalet och det finns ingen information om huruvida hon fortsatte sina predikningar i någon annan lokal.